# Calocarcelia aureocephala
Calocarcelia aureocephala är en tvåvingeart som beskrevs av Thompson 1964. Calocarcelia aureocephala ingår i släktet Calocarcelia och familjen parasitflugor. Inga underarter finns listade.